# 全景电影
全景电影（英語：Panavision）是一家位于美国加利福尼亚州伍德兰的电影设备公司，主营摄像机和镜头。
该公司由罗伯特·高兹查克创立，1950年代作为小型合作伙伴参与研发變形鏡頭，并将其应用于宽银幕电影中。随后全景电影扩大其产品线，以满足现代电影制作的需求。该公司起初主营宽银幕电影镜头配件，1954年发行首个产品，其宽银幕变形镜头产品很快成为了行业领军。1972年，全景电影以超轻的Panaflex 35毫米电影摄像机引领了电影制片业的革新。该品牌其他突破性的产品还包括1999年的Millennium XL和2004年推出的数码摄像机Genesis.
全景电影目前仅经营器材租赁业务，器材全部为公司财产。

## 早期的历史
全景電影于1953年由罗伯特·高兹查克发起，合作伙伴包括理查德·穆尔、梅雷迪思·尼科尔森、哈里·埃勒（Harry Eller）、瓦尔特·沃林（Walter Wallin）和威廉·曼恩（William Mann）, 1954年公司正式成立。全景電影于建立之初主要制造變形鏡頭，以满足宽银幕电影的放映需求。 在全景電影成立之前，高兹查克在加利福尼亚西木區开有一家相机店，当时他的很多客户都是摄影师。高兹查克和相机店的合作搭档摩尔一起尝试了水中攝影，并在此过程中对变形物镜技术产生兴趣，这种镜头能使他在水下获得相机外壳之外更宽阔的视野。变形物镜技术始于一战期间，用于扩展坦克潜望镜的视野。潜望镜看到的视野实际是变形物镜水平挤压后产生的，通过一个互补的变形光学元件还原，因此坦克操作人员可看到未严重变形的景象，且该景象可达原水平视野的两倍。 高兹查克和摩尔从纽约光学公司C. P. Goerz购买了这些镜头，用作水下摄影。随着宽银幕电影逐渐流行，高兹查克从中发现商机，起初为投影机提供变形物镜，后来是摄像机。摩尔的朋友尼科尔森，随后作为摄影师测试变形物镜摄影。
在1950年代，电视的出现使电影业受到威胁，电视把观众“圈在”家里，导致票房收入减少。为吸引观众到电影院线，电影制片者开始发掘电影相较电视所独具的特点，如彩色攝影、3D電影、立体声以及宽屏电影。全景电影是宽银幕电影发展的第一个阶段。 在最初的构想中，实现全景电影过程极为繁琐，需要三个摄像机拍摄以及三个投影仪同时在一面巨大的曲面屏幕上投影。 全景电影设备和花费翻了三番，导致运作上经济上的困难不断。此外，投影画面之间的垂直分割线也是一大挑战。 为了创造一种颠覆性的宽屏幕电影拍摄方法，且同时解决价格和可操作性等上述问题，二十世紀福斯购买了宽银幕系统的开发权，命名该项目为寬銀幕電影鏡頭，以采用变形镜头拍摄电影。 此类电影在放映时，需要在放映机上放置一个互补的变形物镜，从而拓宽画面，实现电影胶片两倍的横纵比 (图像的宽度与高度之比)。1953年，第一部使用寬銀幕電影鏡頭拍摄的电影《圣袍千秋》宣布发行。然而，高兹查克、穆尔和尼科尔森在当时已能通过变形镜头进行水下拍摄。
当时与福克斯公司签约生产寬銀幕電影鏡頭的制造方博士伦，生产出的影院变形放映设备总是不尽人意。高兹查克从其供销商那里得知此事后，召集威廉·曼恩、瓦尔特·沃林合力攻克该方面技术难题，曼恩拥有光学加工技术，曼恩好友沃林是光学物理学家。与博士伦公司不同的是，高兹查克选用了棱形镜头而非柱形镜头。 该设计使人为控制变形镜头的画面拓展变量（画面水平受挤压程度）成为可能。放映者可使用该技术将非变形（平面或球面）的预告片转换为变形的剧情片。由沃林设计的这项图像变形系统运用到了Panatar镜头的制造中，1954年8月11日该系统申请专利，5年后获得奖项。

## 进入市场
全景电影1954年发行第一个产品，Super Panatar投影镜头以1100美元的售价迅速占领了市场。Super Panatar在现有投影镜头的基础上用支架附加了一个长方形的盒子， 因其采用棱形镜头，仅需对镜头稍作调整即可放映出多种电影格式。全景电影后又将Super Panatar改进为Ultra Panatar，能直接旋扣在投影镜头上。全景电影的镜头逐渐取代寬銀幕電影鏡頭成为院线变形投影系统的领军产品。
1954年12月，该公司为电影洗印厂创造了专业镜头Micro Panatar，该镜头装在光学印片机时，可以将变形胶片负片转印为“平面”胶片，使没有安装变形宽银幕放映系统的影院也得以放映变形拍摄出的影片。在Micro Panatar发明之前，为了使影片得以在两个系统播放，电影制片厂需要同时使用变形物镜摄影机和球面摄影机两种器材拍摄。因此Micro Panatar的出产极大降低了拍摄器材的费用，仅需进行后期转印即可实现变形和平面的双平台投影。
全景电影的另一项发明Auto Panatar更加巩固了该公司在业内的领军地位。Auto Panatar摄影机镜头专为35mm变形宽银幕影片设计，此前福克斯签约的寬銀幕電影鏡頭在特写方面存在缺陷，当某物体（或人脸）靠近镜头时会被拉宽变形，人们把这个光学像差戏称为“腮腺炎”现象。 变形宽银幕技术刚兴起之时，寬銀幕電影鏡頭企图通过避免细节拍摄以掩瑕疵，但随着该技术愈渐流行，该镜头的缺陷暴露无疑。全景电影对此提供了一个解决方案：添加一个可旋转的镜头附件，与对焦环保持机械同步。该方案不仅解决了图像变形的问题，也使变形宽银幕技术能够自如的进行特写拍摄。Auto Panatar自1958年发行獲迅速采用，并为全景电影赢得其首个学院奖的科技奖项。 电影界逐渐掀起“全景电影热”，纷纷在银幕上标注“使用全景电影拍摄”。寬銀幕電影鏡頭则被淘汰出局。
自1954年起，美国媒体公司美高梅（MGM）委托全景电影研发一项全新的宽屏幕系统 ，使用65mm胶片摄影机和Panatar复消色差镜头（一种变形镜头，与标准定焦镜头相比多了成相变形器）。 采用该系统拍摄的电影通过70mm的胶片变形放映时甚至可实现2.76:1的横纵比。该系统称为MGM Camera 65（Ultra Panavision 70），第一部使用该系统的电影是《战国佳人》。 然而，该电影仅发行了35mm的变形印片，因为影院的70mm印片放映都在巡回播放《环游世界80天》，该片采用Todd-AO公司的非变形技术拍摄。第一部使用70mm胶片的变形宽银幕影片是美高梅1959年以MGM Camera 65之名发行的《宾虚》。全景电影还开发了一款名为“Super Panavision 70”的非变形宽屏系统，与Todd-AO采用的技术基本相同，借此发布的第一部影片是迪士尼旗下电影发行商博伟公司的《渔人之家》。

## 摄影机

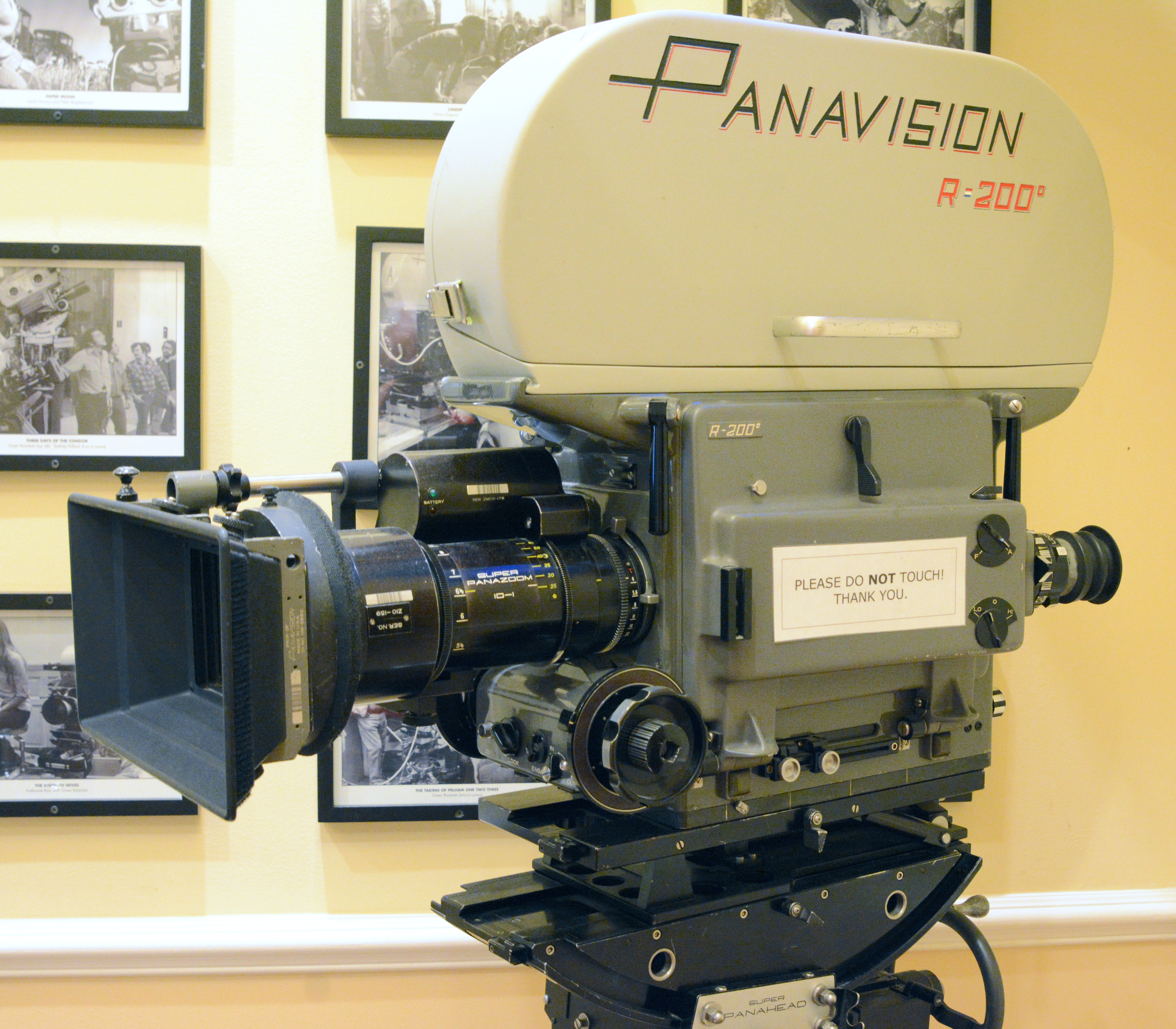
全景电影电影摄像机R-200 °

1962年，全景电影的四名创建者因个人事业发展离开了公司。 同年，美高梅制作《叛舰喋血记》导致严重超支，需走清算程序弥补开支。全景电影借此收购了美高梅的摄影器材部门，以及此前其为美高梅开发的Camera 65系统，并改名为Ultra Panavision。. 当时使用这个系统拍摄的影片只有六部：《疯狂世界》（1963）、《罗马帝国沦亡录》（1964）、《突出部之役》（1965）、《万事流芳》（1965）、《禁酒风波》（1965）、《喀土穆》（1966）。2015年影片《八恶人》重拾该系统。由于70mm胶片的成像变形器十分罕见，大多数仍在发行的70mm印片均为非变形的球面透镜设计。横纵比2.20:1应运而生。 
寬銀幕電影鏡頭发展遇到劲敌后，福克斯一时仍不肯放弃，但一些演员并不看好。据说，美国男演员法兰·仙纳杜拉在出演福克斯1965年作品《列车大逃亡》时，指定使用Auto Panatar镜头。迫于压力，福克斯不得不彻底放弃寬銀幕電影鏡頭，《列车大逃亡》于是成为福克斯使用全景电影镜头拍摄的第一部作品。为了满足业界对全景电影投影镜头的庞大需求，高兹查克还曾将寬銀幕電影鏡頭镜头改进为自家产品。此事直至高兹查克死后才得以揭晓，一名原参与寬銀幕電影鏡頭设计的博士伦设计师进入全景电影公司后发现并揭露了这个秘密。 

全景电影的标志融合了三种横纵比：最内1.33:1（学院标准），中间1.85:1（标准美国宽屏），外围2.35：1（现代35mm变形屏幕）

20世纪60年代中期，高兹查克转变了全景电影的商业模式，其从美高梅收购的镜头、摄影机只投用于租赁业务。全景电影对这些收购来的器材进行维护、修改及定期更新。全景电影后来在发行全新的摄影机产品时，从未参与同类产品竞价，因此其在生产成本方面毫无压力，而是以产出经久耐用的摄影机为新标准。
新的商业模式需要额外的资金投入。为实现融资，高兹查克1965年把公司卖给Banner Production，自己仍担任董事长。 不久后，全景电影就成功将市场拓展至了好莱坞，业务逐渐覆盖纽约、欧洲、澳大利亚、香港、东南亚地区。 金尼国家公司1968年买下Banner，并于次年接管了华纳兄弟七艺公司，为避免财务丑闻更其名为“华纳通讯”。 金尼与华纳的金融资源极大扩充了全景电影的器材库，并大力资助了其研发进程。
在该时期，全景电影的研发重点即为改进标准35mm摄影机。米切尔电影摄影机是全景电影独立生产的第一个的摄影机，其后生产的所有标准35mm摄影机也均以米切尔摄影机为基础。 
为开发一款带有反光取景器，且兼具质量轻、噪音小等特点的摄影机，全景电影1967年研发出Panavision Silent Reflex（PSR），其快门角度能达到200度。 经过发行初期的多次改良，该摄影机不久就成为全球最流行的影棚专用摄影机。 此外，全景电影为1.85影片生产的球面透镜，也占据了较大的市场份额。
1968年，全景电影发行了手持65mm摄影机。 但由于当时制片普遍采用35mm胶片以及更便宜的70mm胶片，这款新型65mm摄影机未受重视。1970年，又有两部通过Super Panavision摄制的剧情片发行，分别是《挪威之歌》和《瑞安的女儿》。这之后十几年，也仅出现了几部65mm作品。 

## Panaflex
全景电影的又一重大发明是反光取镜摄影机Panaflex，由阿尔伯特·迈耶（Albert Mayer）历时4年打造，1972年出品。其质量轻，既适用手持摄影也适合摄影棚使用。Panaflex堪称突破性的摄影产品，无需繁重的减音箱即可静音运行。Panaflex还装有数码电子转速计和用来卷片的胶卷盒马达。斯蒂芬·斯皮尔伯格1974年的《横冲直撞大逃亡》就是使用Panaflex拍摄的第一部影片。
20世纪70年代中期，Panaflex系列产品不断改进更新：Panaflex X、Panavision lightweight（为摄影机稳定器设计）、高速panastar、金版Panaflex，以及Panaflex G2。在此期间，全景电影还生产了背带产品Panaglide和录像机Panacam。 
罗伯特·高兹查克1982年去世。他死后，华纳通讯把公司卖给了以特德·菲尔德(Ted Field)、约翰·法兰德、艾兰·赫希菲尔德为首的财团。除了公司所有人变更，公司也遭遇发展瓶颈。1987年全景电影以1亿美元价格卖给Lee国际公司，但是财务压力太大，所有权于两年后归属美国华平投资集团。 
1989年，全景电影推出了Primo系列镜头，成为该公司迄今生产的最锐利的镜头。1995年，全景电影及其四名员工因Primo 3:1变焦镜头获得奥斯卡奖：伊恩·尼尔负责光学设计，里克·戈尔巴德负责构造设计，埃里克·杜贝尔克负责镜头设计。奥斯卡学院奖表彰称：“Primo3:1变焦镜头堪称独一无二，其高对比度、无镜头光晕、近距离对焦能力使其别树一帜”。1991年，全景电影发布了一套新的65mm技术，“65系统”， 该技术后被德国电影器材生产商阿莱推出的Arriflex 765挤出市场。但是65mm规格还是没流行起来，好莱坞影片中只有《大地雄心》和肯尼斯·布拉纳版的《哈姆雷特》采用全景电影65mm系统摄制。
1992年，全景电影发起了一个项目，通过重新审视公司现有的35mm技术，开发新的摄影机。诺兰·默多克和艾伯特·迈耶带领设计团队。 1997年，“千禧年摄影机”取代Platinum摄影机成为全景电影的主打产品，1999年，艾伯特主导设计的“千禧年XL”进入市场，并迅速成为全景电影生产35mm影片的主要机器。XL是全景电影历史上首个同获学院奖和艾美奖的产品。2004年，公司又推出了XL更新版XL2。 第一部使用XL的剧情片是2000年的，第一部使用XL2的剧情片是2005年的《宛如天堂》。XL系列摄影机拥有很小的机身，摄影棚、手持和摄影机稳定器均可适用，此外，其机内输片机构也是摄影机界的一大革新。截至2006年，全景电影暂无开发新型摄影机模型的计划。

## 近期重组与收购
1997年5月，全景电影宣布收购市值6100万美元的电影服务集团“视觉行动公共有限公司”。这家公司曾叫“塞缪尔森集团”，是全景电影在法国和澳大利亚的主要代理商，在英国有三间大型租赁仓库，并在新西兰、新加坡、马来西亚和印度尼西亚等地设有小型仓库。此外，该集团还负责全景电影在美国亚特兰大、芝加哥和达拉斯三个城市的营销。全景电影首席执行官威廉·司各特说：“该笔交易为全景电影提供了走向世界的强大平台，而且完成了我们在美国的分布体系。接下来全景电影将立即开放东南亚重要市场，据估计该地区的电视和电影产业将进入快速发展阶段。” 
1998年，罗纳德·佩雷尔曼独资的麦克安德鲁斯及福布斯公司通过旗下某子公司收购了全景电影多数股份。1970-1980年间，全景电影在开发新款胶片式摄像机失败后，投入了新世纪的数字革命，与索尼合作开办了DHD投资。新公司的目标是提高高清数字视频的质量，达到顶级好莱坞电影产品的标准。 
DHD成立背后主要在于乔治·卢卡斯的推动，以期筹备《星球大战》系列拍摄公司成立后，索尼生产了HDW-F900 高清摄像机。在索尼公司主要生产电子产品以及照相机的同时，全景电影为客户提供定制的“primo数字”高清镜头，改进摄影机机身使其与标准胶片摄影机配件更好地结合。全景电影HD-900F用于摄制卢卡斯影业的《星际大战2：克隆人的进攻》，该片也称作“第一部大型数字影片”。 全景电影在数字电影摄影机的另一成就也是与索尼公司共同完成，旨在再利用35mm球面镜头，全景电影全程参与设计。

## 全景电影3D
2004年，全带宽的高清SDI摄像机Genesis-HD问世，配备先进的比色法与感光度规格，该相机使用的超35mm胶片能与常规35mm镜头匹敌，真正实现35mm景深。电子配件（包括CCD）图像传感器以及HDcam录像机由索尼生产，机架和机器结构由全景电影团队设计。 Genesis最初用于拍摄2006年的《超人归来》及《空战英豪》， 但是06年喜剧《惊声尖笑4》同时采用了35mm胶片和Genesis摄制。全景电影后来买下了索尼在DHD投资公司49%的股份，并在2004年9月实现完全收购。
几乎同一时期，全景电影开始收购相关电影公司，包括，EFILM（2001年收购，2004年卖出）， 法国电影集团（2004年），加拿大电影摄影器械租赁公司威廉·怀特国际公司（2005年），数码相机租赁公司Plus8Digital（2006年）， 国际照明设备公司AFM以及相机生产商One8Six（2006年）等。2006年7月28日，麦克安德鲁斯及福布斯公司宣布购买全景电影全部股份，但仍保留其公司地位。同年麦克安德鲁斯及福布斯公司收购了Deluxe娱乐集团 。
2010年3月，麦克安德鲁斯及福布斯同意全景电影债权人进行债务重组。私募股权公司博龙资产成为该笔交易中的头号投资者，免去全景电影1.4亿美元债务并注入4000万美元现金，前最大控股人罗纳德·佩雷尔曼不得不净身出户。2013年7月，全景电影债权人以170万美元的未清偿债务提起诉讼，如胜诉，则要求公司解散。
全景电影3D是数字影院投放3D影片的系统。它是被动立体3D系统，主要使用薄膜光学技术制成的光谱梳形滤波器。可见光谱在该系统中受均匀分成可变光束。 
2012年7月，全景电影3D系统营销商DVPO Theatrical中止了该系统的营销，称“面临国际经济环境和3D市场的双重压力”。